# Jenifer
Jenifer is een horrorfilm van regisseur Dario Argento uit 2005. Het vormt het vierde deel uit de eerste serie van de filmreeks Masters of Horror. Het verhaal werd oorspronkelijk bedacht door Bruce Jones en Berni Wrightson in #63 van de comictitel Creepy (1974). Daarin was 'Jenifer' een kort verhaal.
'Jenifer' heeft zoals alle films in de reeks een speeltijd van ongeveer één uur, in dit geval 58 minuten.

## Verhaal
Wanneer politieagent Frank Spivey (Steven Weber) even uit de wagen stapt in het bos terwijl zijn partner zit te eten, hoort hij gegil. Wanneer hij erop afgaat, ziet hij een man die een aan handen gebonden blonde vrouw (Carrie Anne Fleming) het bos mee insleurt. Hij wil haar met een slagersbijl vermoorden. De man roept nog dat hij niet anders kan door wie ze is, maar omdat hij zijn wapen niet laat zakken, moet Spivey hem neerschieten. Voor hij sterft, kan hij alleen nog de naam van de vrouw uitbrengen, 'Jenifer'. Wanneer Spivey deze vrouw losmaakt, blijkt zij een vreselijk mismaakt gezicht te hebben op een verder prachtig vrouwenlichaam. Praten kan ze niet, alleen geluiden uitstoten. Ze toont zich meteen erg op haar gemak bij Spivey. 's Avonds thuis moet hij alles eens rustig laten bezinken.
Wanneer Spivey de volgende dag op het politiebureau informeert naar de vrouw, blijkt deze in een Psychiatrisch Centrum gestopt te zijn. Verontwaardigd rijdt hij erheen en haalt haar eruit. Ze moet maar een nacht bij hem en zijn vrouw Ruby (Brenda James) logeren. Bij thuiskomst maakt Ruby hem meteen duidelijk dat ze Jenifer niet in huis wil en de volgende dag weg moet zijn. Wanneer Spivey en Jenifer de volgende dag samen in de auto zitten, weet zij hem echter tot een bijna dierlijke vrijpartij te verleiden. Het gevolg is dat ze 's avonds nog steeds samen weer bij zijn vrouw voor de deur staan. Deze wordt kwaad, waarop Jenifer kermend de trap op rent. Als Spivey eindelijk de deur open heeft waarachter ze zich verstopt heeft, blijkt de eerdere seks niet Jenifers enige dierlijke eigenschap. Ze zit op de vloer met haar blote handen in de ingewanden van hun kat te roeren en die op te eten.
Ernstig verward door de gebeurtenissen bovenop zijn eerste fatale schietpartij, wandelt Spivy de volgende dag met een fles drank door de stad. Thuisgekomen hoort hij Jenifer grommen in de kelder. Wanneer hij gaat kijken, blijkt deze aan haar volgende maaltijd begonnen: Ruby.
De volgende dag gaat hij naar de eigenaar (Mark Acheson) van een plaatselijke freakshow. Hij verzoekt die Jenifer bij hem thuis te ontvoeren en op te nemen bij hem. Eenmaal thuisgekomen lijkt dit te zijn gebeurd, want het huis in gehuld in stilte. Spivey haalt opgelucht adem, maar wanneer hij een biertje uit de ijskast wil pakken, valt daar wat over is van de freakshow-eigenaar uit.
Spivey zet Jenifer daarop in de auto en rijdt met haar naar zijn blokhut in het bos. Na meerdere beestachtige vrijpartijen met haar in combinatie met een flink drankgebruik is hij toch gehecht aan haar. Hij wil samen met haar een nieuw leven beginnen.
Hij gebiedt haar binnen te blijven terwijl hij een baan aanneemt bij Rose (Cynthia Garris) en haar zoontje Jack (Jeffrey Ballard) in het plaatselijke winkeltje. Jenifer houdt dit één dag vol. De volgende dag gaat ze stiekem kijken waar Spivey is. Wanneer ze hem samen met Rose ziet, barst ze van jaloezie.
's Avonds gaat ze naar het feestje waar Jack rondloopt en lokt hem mee het bos in. Bij thuiskomst treft Spivey de twee samen aan terwijl Jenifer de ingewanden van de dode jongen zit op te eten. Dit is zelfs voor hem de druppel. Hij bindt haar handen vast en neemt haar en een bijl mee het bos in, waar hij haar vastbindt. Op het moment dat hij haar met de bijl om wil brengen, schiet een jager hem neer. Voor hij sterft kan hij alleen nog 'Jenifer' uitbrengen. Daarna maakt de jager haar los en neemt haar in zijn armen. Ze toont zich meteen erg op haar gemak bij hem.

## Rolverdeling
| Acteur              | Personage          |
| ------------------- | ------------------ |
| Steven Weber        | Frank Spivey       |
| Carrie Anne Fleming | Jenifer            |
| Brenda James        | Ruby               |
| Harris Allan        | Pete               |
| Beau Starr          | Chef Charlie       |
| Laurie Brunetti     | Spacey             |
| Kevin Crofton       | Dakloze man        |
| Julia Arkos         | Ann Wilkerson      |
| Jasmine Chan        | Amy                |
| Matt Garlick        | Instituutwachter   |
| Mark Acheson        | Side Show eigenaar |

## Achtergrond

### Productie
Hoewel Showtime alle regisseurs van Masters of Horror beloofde dat hun films niet gecensureerd zouden worden, werden er toch twee scènes uit Jenifer geknipt. Beide scènes zijn wel verwerkt in op de dvd-uitgave.

### Buiten beeld
Hoewel niet in beeld, heeft Jenifer zeer waarschijnlijk tevens slachtoffers gemaakt van Spiveys zoon Pete (Harris Alan) en buurmeisje Amy (Jasmine Chan). Het dochtertje van de buren komt voor het laatst in beeld terwijl ze vrolijk met Jenifer praat, die haar lippen aflikt net voor de volgende scène elders begint. Op het moment dat Spivey met Jenifer naar de blokhut vertrekt, wordt er over Pete al met geen woord meer gerept.